# Gasu Ningen Daiichigō
Gasu Ningen Daiichigō (jap. ガス人間㐧1号) – japoński film fantastycznonaukowy z 1960 roku w reżyserii Ishirō Hondy. Wchodzi w skład nieoficjalnej trylogii kryminalnej sf  Henshin Ningen Shirīzu wytwórni Tōhō, w której w skład wchodzą Bijo to Ekitai Ningen (1958) i Densō Ningen (1960).

## Obsada
- Tatsuya Mihashi – detektyw Okamoto
- Kaoru Yachigusa – Fujichiyo Kasuga
- Yoshio Tsuchiya – Mizuno
- Keiko Sata – Kyoko Kono
- Hisaya Itō – dr. Tamiya
- Yoshifumi Tajima – sierżant Tabata
- Yoshio Kosugi – detektyw Inao
- Fuyuki Murakami – dr Sano
- Bokuzen Hidari – Jiya
- Takamaru Saki – szef policji
- Minosuke Yamada – oficjel Hayama
- Tatsuo Matsumura – Ikeda
- Ko Mishima – detektyw Fujita
- Kozo Nomura – Kawasaki
- Ren Yamamoto – Nomura
- Somesho Matsumoto – nauczyciel Fujichiyo
- Tetsu Nakamura – Tobe
- Toki Shiozawa – Satoyo
- Kamayuki Tsubono – policjant Ozaki
- Yuhisa Tsutsumi – menadżer banku
- Akio Kusama, Yutaka Oka – policjanci
- Yukihiko Gondo – ochroniarz Hotta
- Shoichi Hirose – ochroniarz
- Wataru Omae, Hideo Shibuya – widownia
- Junpei Natsuki – przechodzień
- Haruo Nakajima – klient banku

Źródło: 